# Micracosmeryx
Micracosmeryx is een geslacht van vlinders uit de onderfamilie Macroglossinae van de familie pijlstaarten (Sphingidae).

## Soorten
- Micracosmeryx chaochauensis (Clark, 1922)